# François Arago
 Dominique François Jean Arago o simplemente François Arago (pronunciado /fʁɑ̃ˈswa aʁaˈɡo/; Estagel, 26 de febrero de 1786 - París, 2 de octubre de 1853) fue un destacado matemático, físico y astrónomo francés. Como político, llegó a desempeñar el cargo de Jefe del Gobierno de la República Francesa en 1848.

## Juventud
François Arago nació en Estagel, una pequeña población cercana a Perpiñán, en el departamento de Pirineos Orientales (Francia). Era el segundo de ocho hijos de una familia catalanohablante. Su padre, Bonaventure Arago, pertenecía a la pequeña burguesía rural: acomodado y culto, era amigo de varios científicos de la época, y frecuentaba los círculos intelectuales y políticos de Perpiñán. Ocupó varios cargos administrativos relevantes bajo la Revolución francesa y el Primer Imperio, y fue alcalde de Estagel. Varios hermanos de François tuvieron carreras destacadas:
- Jean (1788-1836) emigró a Norteamérica y logró ser general en el ejército mexicano.
- Jacques (1799-1855), escritor y explorador: tomó parte en la expedición de Louis de Freycinet a bordo del barco Uranie desde 1817 hasta 1821, y retornó a Francia haciéndose cargo de su propio periódico.
- El cuarto hermano, Étienne (1802-1892), fue junto con François el más notable de los hermanos Arago. Dirigió un teatro parisino, participó activamente en las jornadas revolucionarias de 1830 y en la revolución de 1848, reorganizó desde el gobierno de la Segunda República el funcionamiento de los Correos franceses, fue elegido diputado en la Asamblea Nacional y alcalde de París durante la guerra franco-prusiana, y terminó su carrera como director del Museo de Luxemburgo. De su carrera literaria se dice que colaboró con Honoré de Balzac en La heredera de Birague, en el intervalo que va desde 1822 hasta 1847 escribiendo un gran número de piezas dramáticas ligeras, la mayoría de ellas como coautor.

François Arago estudió en el instituto público de Perpiñán. Mostrando gustos militares desde su infancia, se centró en el estudio de las matemáticas para preparar el concurso de ingreso en la Escuela Politécnica, en París. En dos años y medio consiguió el nivel adecuado en todas las ciencias exigidas para el concurso de ingreso en la escuela, que realizó en 1803 en Toulouse, y cuyo examinador fue el matemático Adrien-Marie Legendre. Fue admitido con la nota más alta de su promoción y se matriculó en la sección de artillería, pero se quejaba del nivel insuficiente de los profesores. Criado en un ambiente republicano, se negó (junto con otros alumnos) a felicitar a Napoleón con motivo de su coronación en 1804, desobedeciendo las normas de esta Gran Escuela. En el año 1804, gracias a la recomendación de Siméon Poisson y Pierre Simon Laplace, recibió el cargo de secretario-bibliotecario del Bureau des Longitudes (Oficina de las Longitudes) del Observatorio de París mientras seguía estudiando en la Escuela Politécnica. De esta forma consiguió ser incluido junto con  Pierre-Simon Laplace y  Jean Baptiste Biot en el grupo llamado a completar las medidas del meridiano que empezó años antes J. B. J. Delambre y que fueron interrumpidas por la muerte de Pierre Méchain en 1804). Arago y Biot abandonaron París en 1806 y comenzaron sus operaciones a lo largo de los Pirineos en España tomando mediciones hasta el punto más meridional donde podía obtenerse una medida del meridiano, la isla Formentera.  Biot retornó a París tras haber determinado la latitud de Formentera; no obstante, Arago continuó con el trabajo hasta el año 1808 en Mallorca, en la cima de una montaña llamada "Sa mola de S´Esclop" de 926 metros, donde permaneció unos meses (aún hoy siguen allí las ruinas de la caseta que habitó); su propósito era determinar el círculo del meridiano con el objetivo de obtener la medida más precisa posible de la longitud del metro.

### La odisea catalana
Tras la marcha de Biot se empezó a sospechar desde España que la entrada de franceses en el territorio no podía ser nada más que la preparación de una invasión (movimiento de aparatos, luces nocturnas, etc.), y los movimientos de Arago fueron interpretados como labores de espionaje. Tras la entrada de las tropas francesas en la península y el inicio de la guerra, las autoridades locales recomendaron a Arago su reclusión en el Castillo de Bellver en junio de 1808 "para su protección". El 28 de julio consigue evadirse y escapa en un barco de pesca, y tras un aventurado viaje llegó a Argel donde el 3 de agosto obtuvo un pasaje para Marsella a bordo de un navío argelino. Pero el 16 de agosto, justo cuando el barco llegaba al puerto de Marsella, cayó en manos de un corsario español. Arago fue capturado con el resto de la tripulación y encarcelado tres meses en Palamós, hasta que el dey de Argel consiguió la liberación del buque que reanudó el viaje hacia Marsella. Desafortunadamente, durante el viaje los vientos obligaron a desviar su ruta hacia Argelia y tuvieron que desembarcar en el puerto de Béjaïa, por lo que Arago tuvo que alcanzar Argel por tierra, un recorrido considerado como muy peligroso en aquella época. Una vez allí consiguió un nuevo pasaje para Marsella donde arribó el 2 de julio de 1809, tal y como narra él mismo en sus memorias.

## Trabajo científico

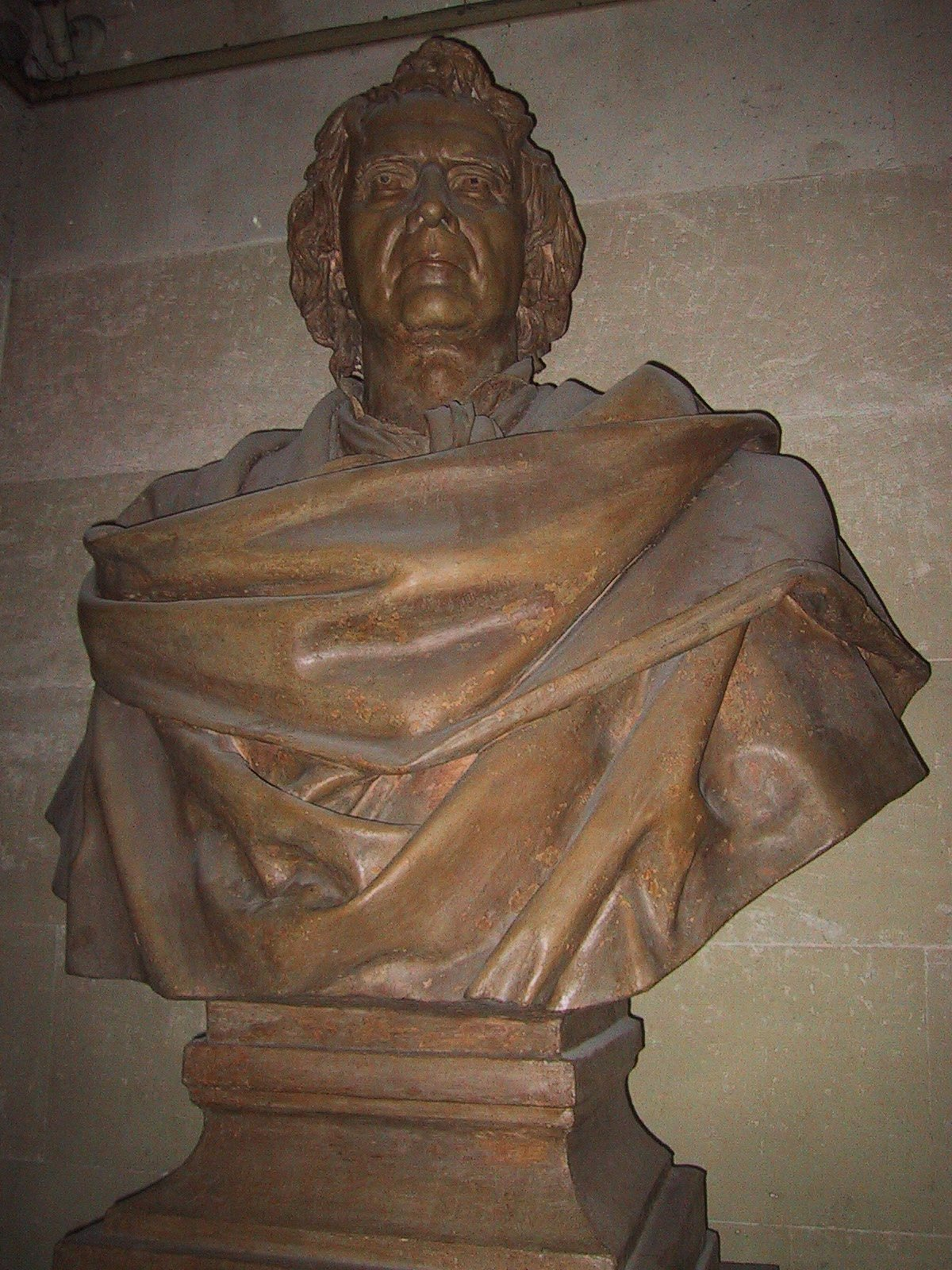
Busto de François Arago, Observatorio de París, por Alexandre Oliva, 1860

Arago tuvo la suerte de preservar todos los resultados de sus investigaciones y los depositó en el Bureau des Longitudes de París. La calidad de sus trabajos le convierten enseguida en un científico renombrado no solo en el seno de la comunidad científica sino también ante la opinión pública. Alexander von Humboldt le escribió para conocerle y felicitarle, lo que dio lugar a una amistad que duraría hasta el final de su vida. Como recompensa por su conducta aventurera por la causa de la ciencia, fue elegido miembro de la Academia Francesa de las Ciencias a la muy temprana edad de 23 años, y antes de finalizar el año 1809 fue elegido por el consejo de la escuela politécnica de París para suceder a Gaspard Monge en el departamento de Geometría Analítica. A la edad de 24 años, ya era profesor en la Escuela Politécnica. Al mismo tiempo fue nombrado por el emperador como uno de sus astrónomos del Observatorio Real de París, siendo esta ciudad su residencia hasta el final de sus días, y lugar en el que dio sus famosas y concurridas "clases de astronomía popular" desde 1812 hasta 1845.
En 1816 empezó a editar junto con Joseph Louis Gay-Lussac los Annales de chimie et de physique, que recopilaban las sesiones de la Academia y que todavía se editan en el siglo XXI. En 1818 o 1819 procedió con Biot a ejecutar operaciones geodésicas en la costa de Francia así como en Inglaterra y Escocia. Midió los segundos de un péndulo en Leith, Escocia, así como en las islas Shetland. Los resultados de las observaciones realizadas en España fueron publicados en 1821. Arago fue elegido miembro del Bureau des Longitudes tras ello, y contribuyó con sus anuarios astronómicos durante 22 años, dando a conocer importantes aportaciones de Astronomía y en ciertas ocasiones de ingeniería civil.
Arago hizo muy tempranas investigaciones sobre la presión de vapor a diferentes temperaturas, así como estudios de la velocidad del sonido desde 1818 hasta 1822. Sus observaciones sobre el magnetismo tuvieron lugar durante el periodo de 1823 a 1826. Fue el descubridor de lo que se denomina hoy en día magnetismo rotatorio, que es uno de los fenómenos por los que es magnetizada la mayoría de los cuerpos; estos experimentos fueron completados y explicados con posterioridad por Michael Faraday. Ayudó a Jean-Augustin Fresnel en sus trabajos de desarrollo de teorías ópticas, sobre todo en la confirmación de la teoría de Fresnel sobre la naturaleza ondulatoria de la luz, observando lo que hoy en día se denomina punto de Arago. Ambos hicieron experimentos sobre la polarización de la luz infiriendo que los movimientos del éter eran transversales al movimiento de la luz. Con estas teorías llegaron a idear el polarímetro así como al descubrimiento de la polarización circular. La idea general de la experiencia para la determinación de la velocidad de la luz por los experimentos que posteriormente realizarían Hippolyte Fizeau y Léon Foucault fue dada por él en 1838.
Hizo algunas contribuciones en el terreno de las matemáticas antes de 1830. Dio paso a la escuela francesa que vendría a comienzos del siglo XIX, y que según parece entroncó con los experimentos matemáticos de los alemanes tales como Gauss, Abel y Jacobi.

## Carrera política

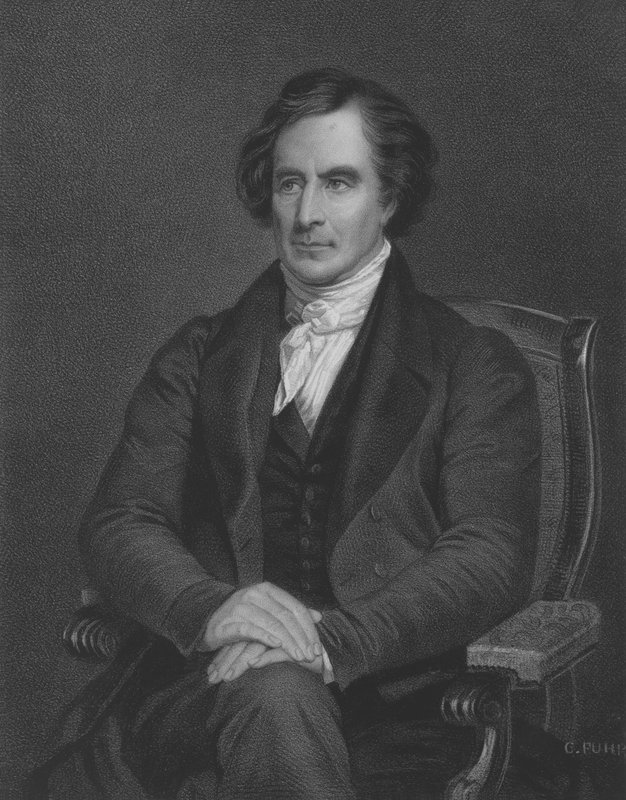
Arago, 25 Primer ministro de Francia

En 1830 Arago, que siempre había profesado ideas republicanas, fue elegido diputado por los Pirineos Orientales y mantuvo su escaño durante toda la monarquía de julio. A ello dedicó todos sus recursos oratorios y científicos centrándose en la cuestión de la educación pública, la mejora de las condiciones de vida de los obreros, el sufragio universal, los premios a los inventores y el apoyo a las ciencias. Muchas de las iniciativas que surgieron en el país datan de esa época, como por ejemplo la de Louis-Jacques Daguerre por la invención de la fotografía, el permiso dado por la publicación de los trabajos de Fermat y Laplace, la adquisición del museo de Cluny en París, el desarrollo de los sistemas de ferrocarriles y los telégrafos eléctricos. En 1830 asumió la dirección del Observatorio, propiciando la adquisición de nuevos instrumentos de medida. En el mismo año fue elegido secretario permanente de la Academia de las Ciencias, ocupando el puesto que dejó Jean-Baptiste Fourier.
Después de los acontecimientos de febrero de 1848 que provocaron la caída del rey Luis Felipe I, Arago es nombrado miembro del gobierno provisional como ministro de la Guerra, la Marina y las Colonias, y proclamó la República ante el pueblo de París. Como presidente de la Comisión Ejecutiva, asumió responsabilidades equivalentes a las de un jefe de gobierno. Adoptó medidas sociales adelantadas como la limitación de las horas de trabajo, la prohibición de los castigos corporales en la Marina, y medidas para facilitar la adquisición de la nacionalidad francesa; pero sobre todo, la abolición de la esclavitud. Desde siempre amante del orden y opuesto a las insurrecciones populares, su postura confusa y su impotencia frente a las manifestaciones populares de junio de 1848 por el cierre de los talleres nacionales le llevó a dimitir.
Regresó a su puesto en el Observatorio donde prosiguió con su incansable labor científica. Casi no volvió a pisar la Asamblea, a pesar de ser reelegido diputado en 1849. Tras el golpe de Estado de Luis Napoleón en diciembre de 1852, Arago intentó movilizar a la Academia sin éxito. Obligado como funcionario a prestar juramento al Emperador, se negó y dimitió, pero Napoleón le aseguró que no sería inquietado. Afectado de diabetes y de problemas intestinales, falleció al año siguiente en París. Fue enterrado en el cementerio del Père-Lachaise.

## Familia
El 11 de septiembre de 1811, François Aragó se casó con Lucie Carrier-Desombes. Su hijo Emmanuel fue abogado y político republicano. La pareja tuvo otros dos hijos.
François Arago era cuñado del físico Alexis Petit y del astrónomo Claude-Louis Mathieu.

## Legado

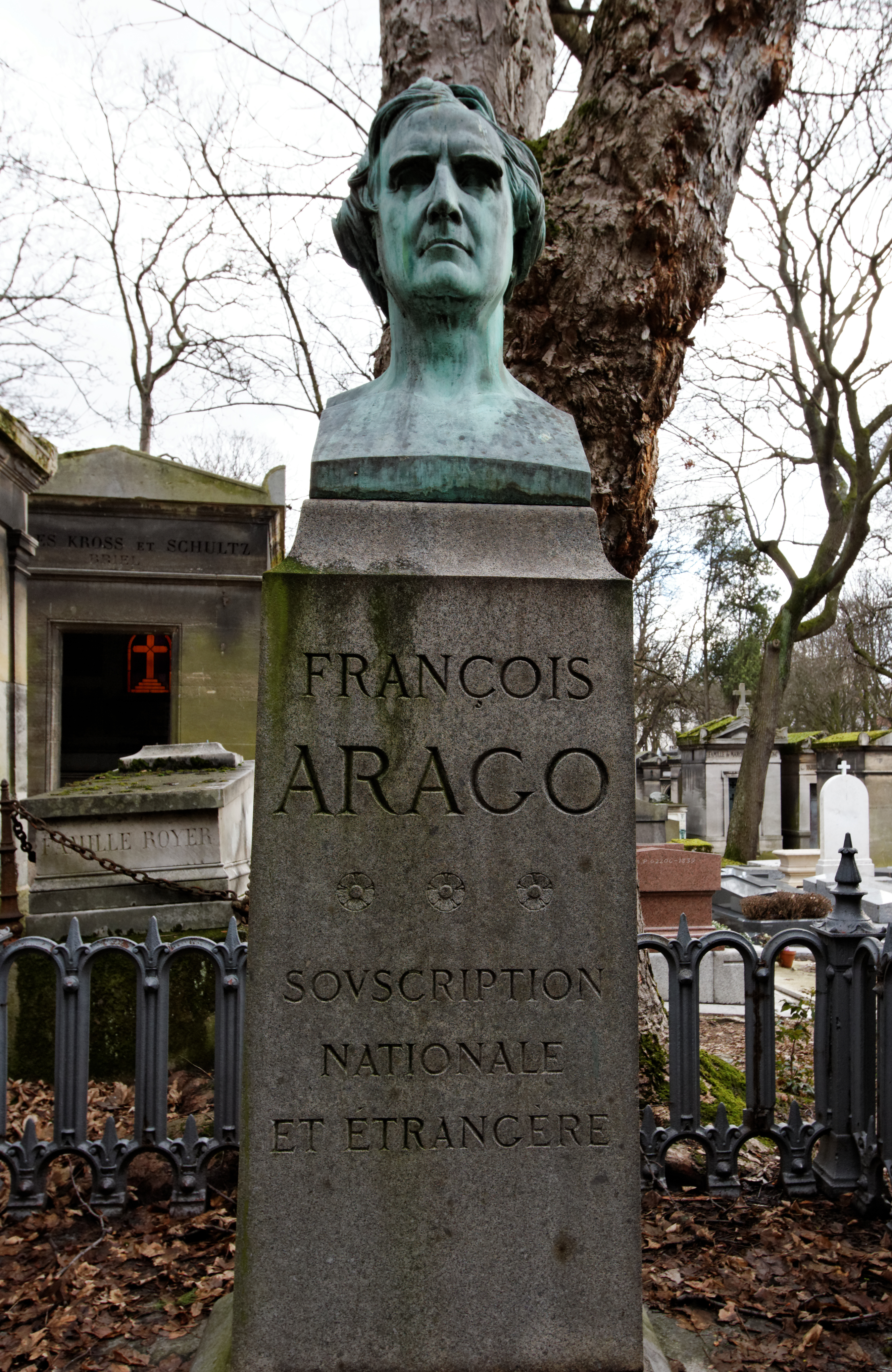
Tumba de Arago en el cementerio del Père-Lachaise.

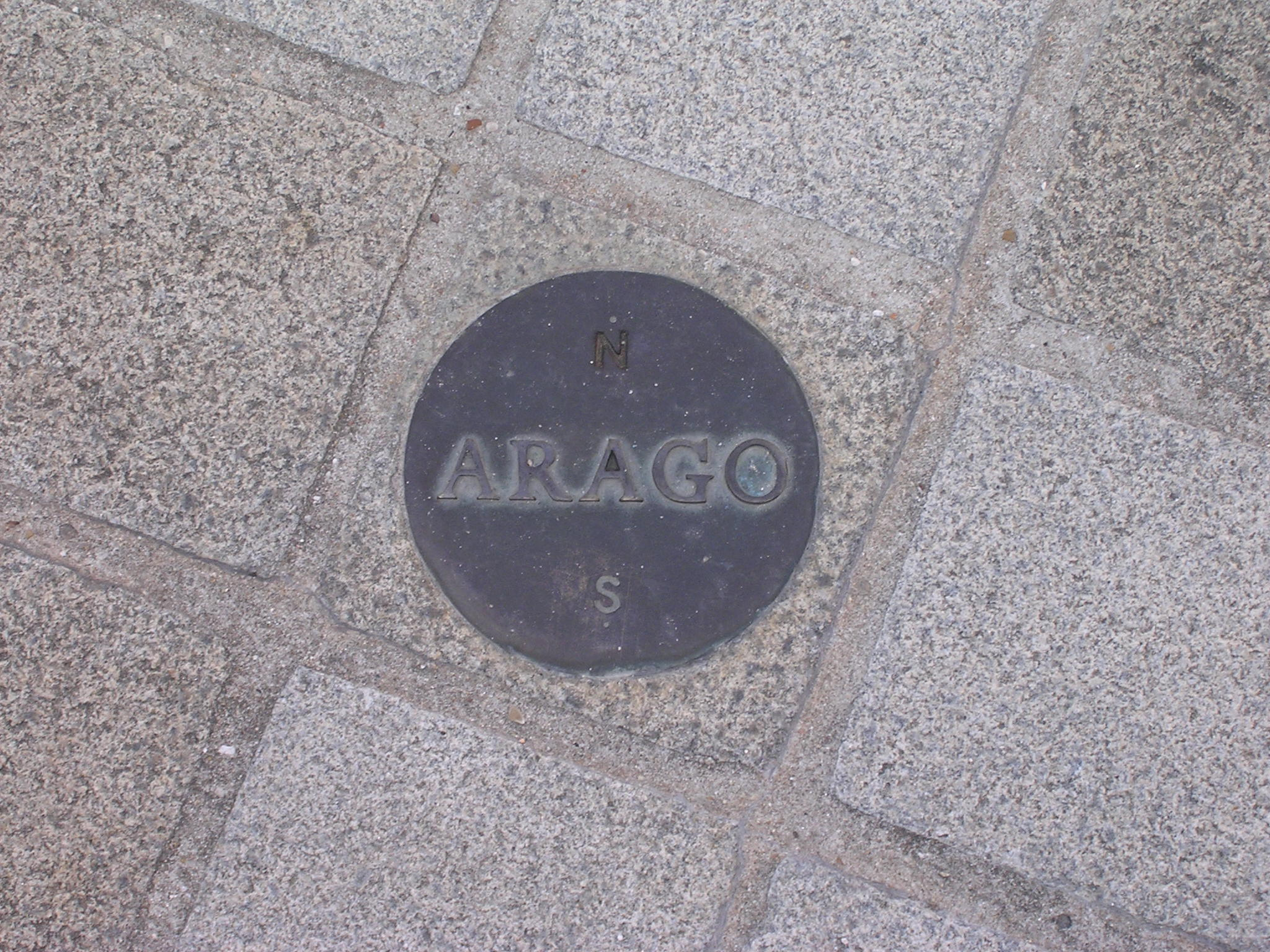
Uno de los 135 medallones de Arago a lo largo del meridiano de París, en memoria de Arago y de su trabajo en el meridiano y en la medición de la Tierra.

François Arago es recordado tanto en la nomenclatura astronómica como en física, así como en múltiples lugares de Francia.

### Astronomía
- Dos cráteres llevan su nombre: el cráter Arago en el planeta Marte[3] y el cráter lunar Arago en la Luna.
- El asteroide (1005) Arago perteneciente al cinturón de asteroides también lleva este nombre en su honor.

### Física
- El experimento denominado punto de Arago, ideado para dilucidar una polémica entre Siméon Poisson y Augustin-Jean Fresnel acerca de la naturaleza corpuscular u ondulatoria de la luz.

### Centros de educación secundaria
- El liceo Arago de París
- El liceo François-Arago de Perpiñán
- Un anfiteatro de la Escuela Politécnica, en Palaiseau.

### Vías urbanas y monumentos
- El bulevar Arago de París, que linda con el Observatorio, y al que da el Square Arago.
- Numerosas avenidas y calles de pueblos y ciudades francesas, como en Marsella, Rouen, Montreuil (Sena-Saint Denis), Arlés, Fort-de-France, Pointe-à-Pitre, Mérignac, Reims, Le Havre, Cayenne, Pantin, Le Boulou, Font-Romeu, Albi, etc.
- Su nombre es uno de los 72 nombres de científicos, ingenieros e industriales que Alexandre Gustave Eiffel mandó grabar alrededor de la primera planta de la Torre Eiffel, en París.
- El Homenaje a Arago es un monumento parisino inaugurado en 1994, que se compone de 135 medallones incrustados en el pavimento de París, y que señalan el recorrido del meridiano de París por la capital francesa. Dibujan una línea de 17 km de largo que cruza la ciudad de norte a sur.

## Obras
- Dominique Arago: Œuvres complètes. – París: Baudry/Gide 1854–1862 (ed. J. A. Barral)

## Obras en línea
- Mémoire sur la vitesse de la lumière, leído en su primera clase en la Academia de las Ciencias, el 10 de diciembre de 1810, en la web BibNum
- Astronomie populaire, publicada a su petición bajo la dirección de J.-A. Barral. Texto en línea en Gallica tomo 1, tomo 2, tomo 3, tomo 4